# Кусаја
Кусаја је насељено место на Кордуну, у саставу општине Војнић, Карловачка жупанија, Република Хрватска.

## Историја
Кусаја се од распада Југославије до августа 1995. године налазила у Републици Српској Крајини.

## Становништво
Кусаја је према попису из 2011. године имала 45 становника.

### Број становника по пописима
| Националност   | 2001. | 1991. | 1981. | 1971. | 1961. | 1953. | 1948. | 1931. | 1921. | 1910. | 1900. | 1890. | 1880. | 1869. | 1857. |
| бр. становника | 41    | 171   | 208   | 235   | 268   | 276   | 274   | 339   | 256   | 261   | 277   | 276   | 238   | 235   | 223   |

### Национални састав
| Националност       | 2001.       | 1991.        | 1981.        | 1971.        | 1961.        |
| Срби               | 40 (97,56%) | 170 (99,41%) | 204 (98,07%) | 232 (98,72%) | 262 (97,76%) |
| Хрвати             | 0           | 0            | 1 (0,48%)    | 0            | 5 (1,86%)    |
| Југословени        | 0           | 1 (0,58%)    | 0            | 0            | 0            |
| остали и непознато | 1 (2,43%)   | 0            | 3 (1,44%)    | 3 (1,27%)    | 1 (0,37%)    |
| Укупно             | 41          | 171          | 208          | 235          | 268          |